# Akaflieg Berlin B13
Die B13 ist ein zweisitziges Segelflugzeug mit Hilfsmotor, entworfen und gebaut von der Akademischen Fliegergruppe der Technischen Universität Berlin. Der Erstflug fand am 2. März 1991 auf dem Flugplatz Strausberg statt. Der Segelflug-Index beträgt 109, das Kennzeichen D-KILU und das Wettbewerbskennzeichen CD.

## Geschichte
Anfang der 1980er-Jahre entstand die Idee, den vom Akaflieger Claus Oehler am Institut für Luft- und Raumfahrt (ILR) der TU Berlin entwickelten ausfahrbaren Hilfsantrieb mit faltbarem Propeller in ein doppelsitziges Segelflugzeug zu integrieren. Der patentierte Mechanismus eines entgegen der Anströmrichtung einklappbaren Faltpropellers ermöglichte ein platzsparendes Verstauen des Propellers in der Rumpfspitze. Damit sollten Außenlandungen und somit das Schadensrisiko eines Flugzeuges mit weitspannender Tragfläche vermieden werden. Die nebeneinander sitzenden Besatzungsmitglieder sollten sehr gute Sicht in Flugrichtung haben und direkt miteinander kommunizieren können. Der Rumpf wurde als Minimalrumpf ausgelegt, um die Nachteile des gegenüber einer Tandemanordnung der Cockpits größeren Rumpfquerschnitts zu kompensieren. Ein Rumpfmodell im Maßstab 1:5 wurde im Windkanal vermessen, ein Mock-up für Sitzproben und Einbau von Funktionsmodellen der Doppelsteuerung gebaut. Zum Festigkeitsnachweis der neuartigen Hybridbauweise erfolgte ein Belastungsversuch einer Rumpfröhre am ILR in Berlin-Charlottenburg. Rumpf- und Leitwerksbau waren 1986 abgeschlossen, während die ursprünglich vorgesehenen Tragflächen mehrere Belastungsversuche nicht überstanden, so dass Alternativen gesucht wurden. Schließlich wurden die von den Akafliegern Peter Jaquemotte und Alfred Schmiderer für den Motorsegler Stemme S10 entwickelten vierteiligen Tragflächen auch für die B13 verwendet.
Das Flugzeug flog erstmals Anfang 1991, allerdings als reines Segelflugzeug. Platzprobleme bei der Integration des Verbrennungsmotors – einem modifizierten Rotax 377 mit 24,5 kW Leistung – insbesondere des Brandschotts, verhinderten dessen Einsatz.
Zur praktischen Erprobung erfolgten bis Ende 1992 mehr als 100 Starts bei 100 Stunden Flugzeit einschließlich Flugleistungsbestimmungen 1991 und 1992 und Trudelerprobung auf dem Sommertreffen der Idaflieg in Aalen-Elchingen. Die ungenügende Bremsklappenwirkung führte zu Tests von acht Konfigurationen der doppelstöckigen Schempp-Hirth-Klappen (Variation des Blechabstandes, Löcher unterschiedlicher Geometrie und Lage).

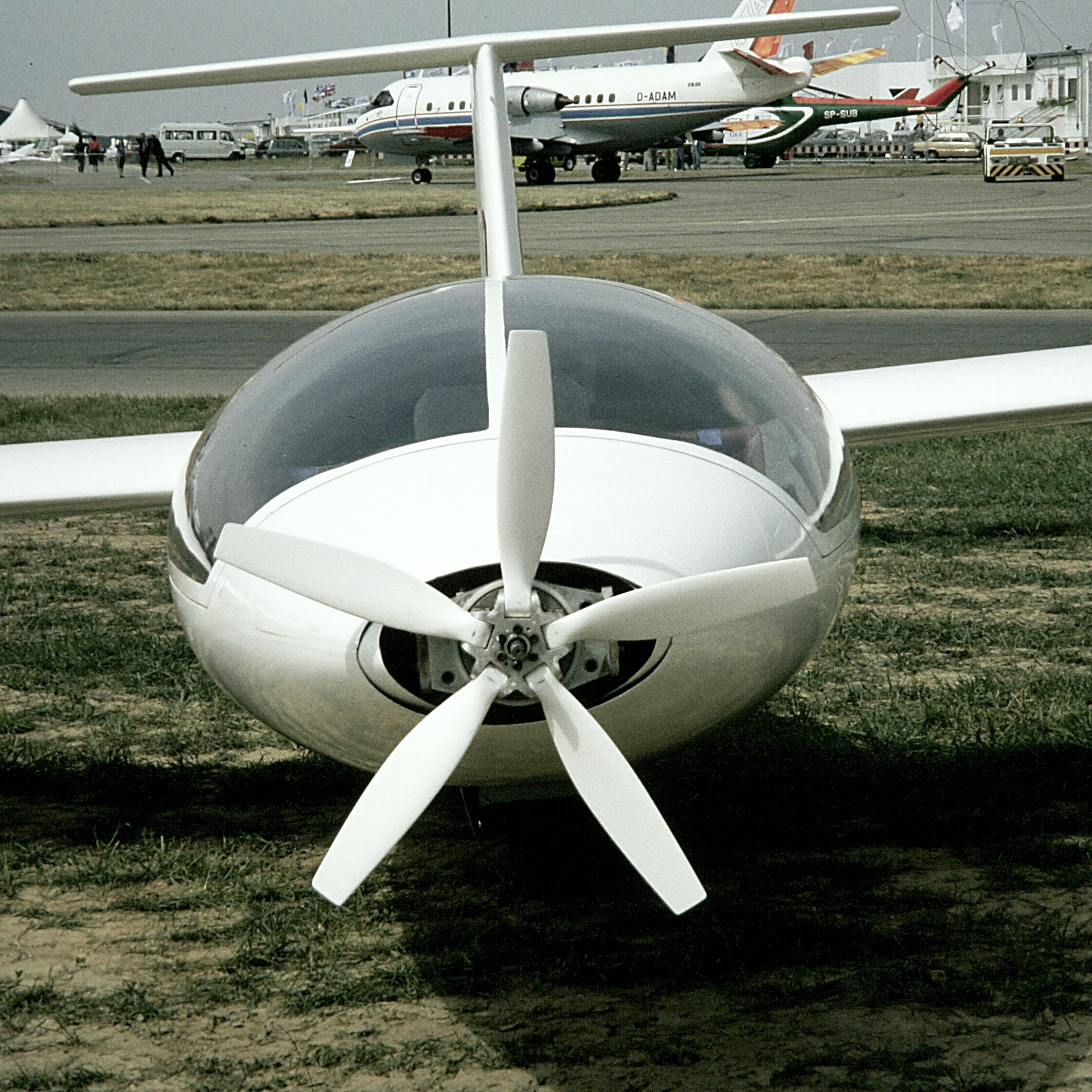
Fünfblatt-Faltpropeller Bauart „Oehler“ ausgefahren auf der ILA 1990er Jahre

Das Öffnen/Schließen von Nasen-/Zuluft- und Auspuffklappe und das Aus- und Einfahren des Propellerschlittens erfolgte durch eine Stange, die durch das Instrumentenbrett geführt wurde. In dieser Stange befand sich ein weiteres Rohr für die Fernbedienung der Dekompression zum Motorstart. Die Stange zum Ausfahren des Schlittens mit dem Fünfblattfaltpropeller wurde nach Flugversuchen wegen zu großen Kraftaufwandes durch die entgegenwirkende Luftkraft durch einen Kurbeltrieb ersetzt. Der originale Rotax-Auspuff wurde aufgeschnitten, mit interner Prallplatte versehen und in Spiralform verschweißt, um im Rumpfvorderteil Platz finden zu können. Vergebliche Versuche, das gebräuchliche 0,4 mm starke Stahlblech in den verwinkelten Motorraum einzupassen, führten Anfang 2001 zu Tests eines Laminats aus 0,07 mm Edelstahlfolie, 2 mm intumeszenter Pappe und 10 mm keramischem Isoliermaterial. Bis Anfang 2005 liefen Versuche unter Verwendung von Metallgaze, die die Wärmestrahlung bei einem Brand auf eine größere Fläche verteilen sollte.

2005 begann die Modifizierung des Flugzeuges zum Forschungsflugzeug und Technologieträger für elektrische Antriebe. Ein bürstenloser Elektromotor in der Rumpfnase, gespeist von Brennstoffzellen- und Solarmodulen, sollte den schon für die Verbrennungsmotor-Variante vorgesehenen Fünfblattfaltpropeller mit 85 cm Durchmesser antreiben. Mit dem Elektro-Konzept erreichte die Akademische Fliegergruppe 2006 den zweiten Platz beim Berblinger-Preis der Stadt Ulm. Bei der Konkretisierung des Projekts wurde festgestellt, dass aufgrund der hohen Strukturmasse der B13 eine nur sehr geringe Steigrate erreicht würde. Als Interimslösung wurde das Flugzeug ohne Motor, Propellerschlitten und Kraftstofftank ausschließlich im Segelflug mit 33 kg Ballast in der Rumpfnase betrieben.

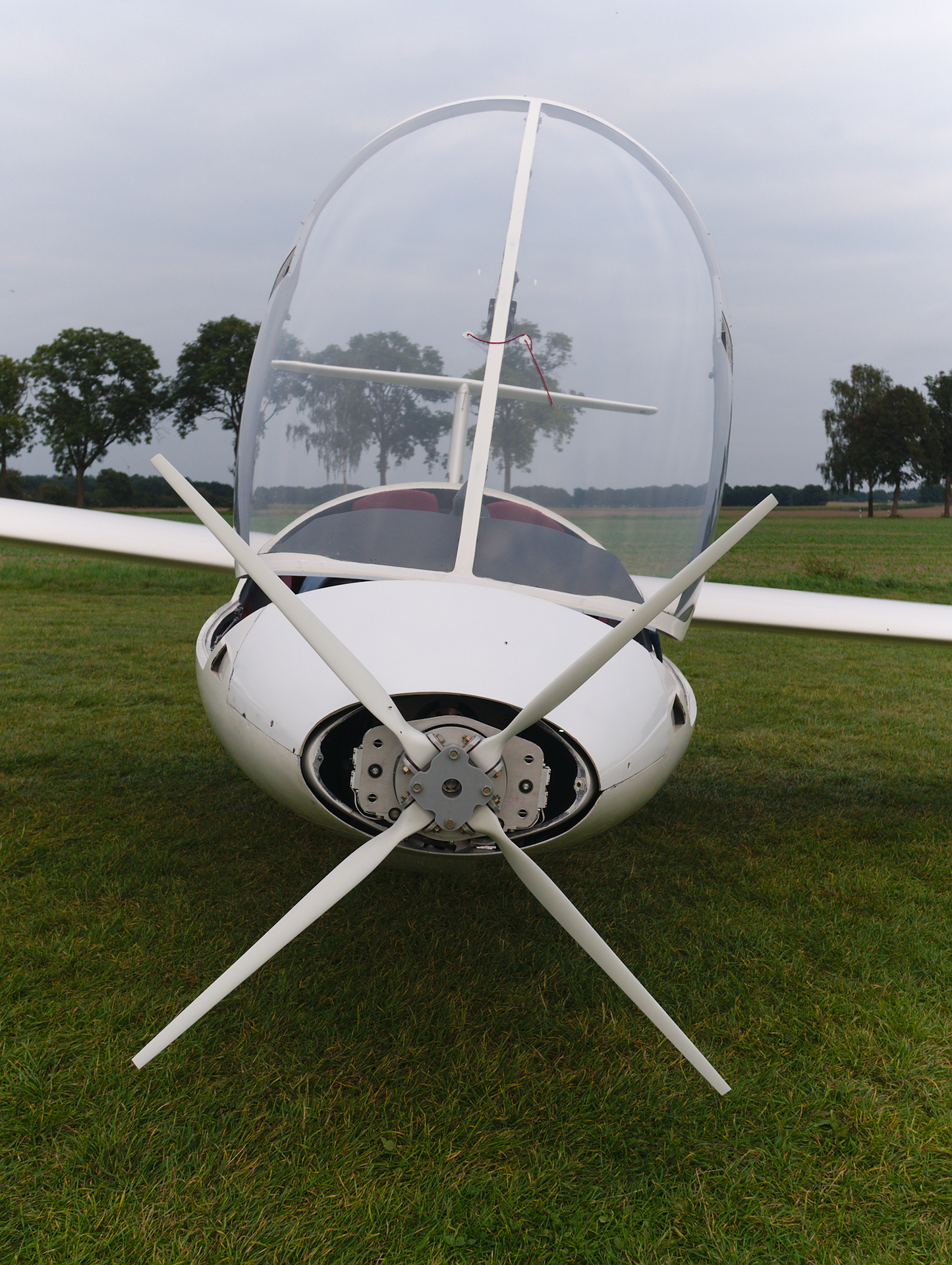
Vorderansicht mit Vierblatt-Propeller, Kammermark 2017

2014 wurde die Elektromotorisierung wieder aufgegriffen. Für eine Reichweite von mehr als 50 Kilometer bei einer Steigleistung von 1,2 m/s soll ein Elektromotor Enstroj Emrax 207 sorgen, der mit 22 kW Leistung einen vierblättrigen Propeller antreibt.

## Konstruktion
Der Rumpf mit großer Einschnürung entstand als Schale-Stringer-Konstruktion in Hybridbauweise aus kohle- und aramidfaserverstärktem Kunststoff (CFK/AFK). Das Cockpit wird von einer einteiligen Acrylglashaube mit einem verstärkenden Stringer überspannt. Das manuell einziehbare gebremste Hauptrad wurde von der Schleicher ASH 25 übernommen.
Das Tragflächenprofil ist ein modifiziertes HQ 41. Die vierteiligen – im Grundriss dreifach trapezförmigen – Flügel messen 23,20 Meter und haben nach oben ausfahrende doppelstöckige Schempp-Hirth-Bremsklappen und mit der Querrudersteuerung überlagerte Wölbklappen.
Das T-förmige Leitwerk ist in CFK/GFK-Halbschalenbauweise ausgeführt. Die Kontur des Höhenleitwerks entspricht dem der Glasflügel 604.
Der Motorraum mit einem Schlitten zum Ausfahren des Faltpropellers befindet sich zwischen den Beinen der Besatzung in der Rumpfspitze.

## Technische Daten

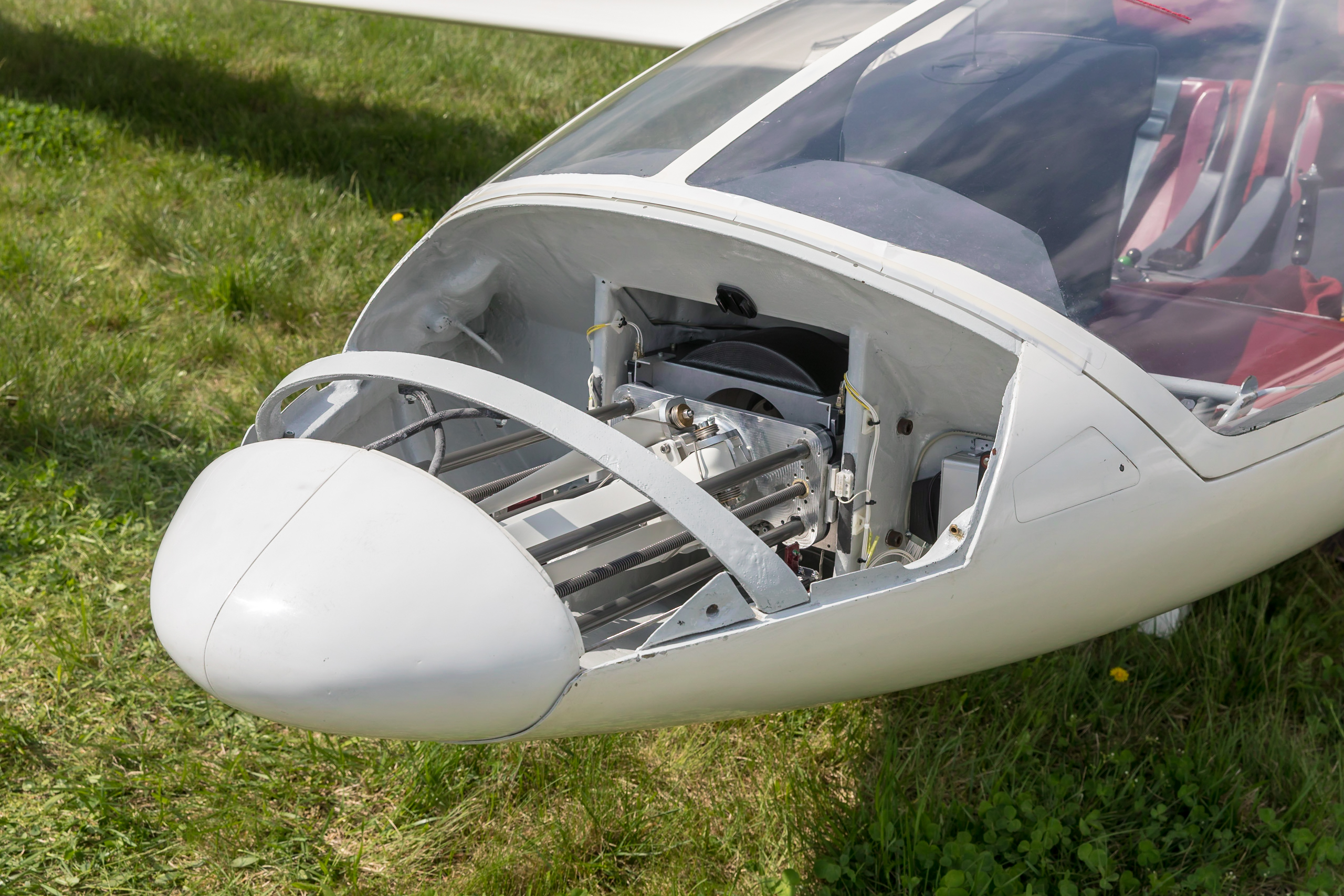
Vierblatt-Faltpropeller eingefahren, Nasenklappe geschlossen (obere Abdeckung entfernt), ILA 2018

| Kenngröße             | Daten                |
| --------------------- | -------------------- |
| Besatzung             | 1+1 (nebeneinander)  |
| Rumpflänge            | 8,55 m               |
| Spannweite            | 23,20 m              |
| Höhe Seitenleitwerk   | 1,70 m               |
| Flügelfläche          | 18,95 m²             |
| Flügelstreckung       | 28,4                 |
| Flügelprofil          | HQ 41/14-35          |
| Gleitzahl             | 46,5 bei 97 km/h     |
| Geringstes Sinken     | 0,57 m/s bei 90 km/h |
| Zuladung              | 210 kg               |
| Leermasse             | 655 kg               |
| max. Startmasse       | 800 kg               |
| Flächenbelastung      | 35–42 kg/m²          |
| Höchstgeschwindigkeit | 220 km/h             |

## Vergleichbare Typen
- Caproni Vizzola A-21
- Stemme S12 Twin Voyager
- RS.aero elfin 20.e

## Verwandte Entwicklungen
- Stemme S10